# رولان گوبلر
رولان گوبلر (انگلیسی: Roland Gäbler؛ زادهٔ ۹ اکتبر ۱۹۶۴) قایقران قایق بادبانی اهل آلمان است.
وی همچنین برندهٔ جوایزی همچون برگ بوی نقره‌ای شده‌است.